# Colotrechnus notaularis
Colotrechnus notaularis är en stekelart som beskrevs av Boucek 1988. Colotrechnus notaularis ingår i släktet Colotrechnus och familjen puppglanssteklar. Inga underarter finns listade i Catalogue of Life.